# Atkins (Arkansas)
Atkins è una città statunitense situata nello Stato dell'Arkansas, nella Contea di Pope.